# بریک اسخوته
بریک اسخوته (انگلیسی: Briek Schotte; ۷ سپتامبر ۱۹۱۹ – ۴ آوریل ۲۰۰۴) دوچرخه‌سوار اهل بلژیک بود.
وی در مسابقات کشوری و بین‌المللی در مجموع برندهٔ ۲ مدال طلا شده‌است.